# 에드 로터
에드 로터(Ed Lauter, 1938년 10월 30일 ~ 2013년 10월 16일)는 미국의 배우이다.

## 출연 작품
- 내 인생의 마지막 변화구 - 맥스 역
- 더 뷰티풀 원스